# Tor kolarski w Aszchabadzie
Tor kolarski w Aszchabadzie – kryty tor kolarski w Aszchabadzie, stolicy Turkmenistanu. Został otwarty w 2014 roku. Może pomieścić 6000 widzów. Długość toru kolarskiego wynosi 250 m.
Tor powstał w ramach przygotowań do goszczenia przez Aszchabad Asian Indoor and Martial Arts Games w 2017 roku. Obiekt został otwarty w 2014 roku i znajduje się na terenie Kompleksu Olimpijskiego, tuż obok Stadionu Olimpijskiego. W 2017 roku rozegrano na nim zawody kolarstwa torowego w ramach Asian Indoor and Martial Arts Games. W 2021 roku tor miał być również areną mistrzostw świata w kolarstwie torowym, ale kilka miesięcy przed zawodami UCI zdecydowało o odebraniu imprezy Aszchabadowi z powodu zastosowania w Turkmenistanie zbyt ostrych restrykcji w związku z pandemią COVID-19 (zawody ostatecznie odbyły się na krytym torze w Roubaix).